# Mucropetraliella bifidata
Mucropetraliella bifidata är en mossdjursart som beskrevs av Tilbrook 2006. Mucropetraliella bifidata ingår i släktet Mucropetraliella och familjen Petraliellidae. Inga underarter finns listade i Catalogue of Life.